# إليس ميلي
إليس ميلي كويلو (من مواليد 30 ديسمبر 1998) ، عارضة أزياء برازيلية وحاملة لقب ملكة جمال البرازيل ، توجت بلقب ملكة جمال البرازيل لعام 2019. مثلت البرازيل في ملكة جمال العالم 2019 وكانت من بين الخمسة الأوائل ، كما توجت بلقب ملكة جمال العالم للأمريكتين 2019.

## نشأتها
إليس من إيباتينجا ، ميناس جيرايس ، البرازيل. أكملت تعليمها العالي من كلية سانت فرانسيس كزافييه التقنية في ساو باولو. وهي مؤسسة "Projeto Doe Fios" الذي يعمل مع النساء المصابات بمرض عضال ويزودهن بالشعر.